# بيلا كوفاتش (سياسي)
بيلا كوفاتش (بالمجرية: Kovács Béla)‏ هو اقتصادي وسياسي مجري، ولد في 25 فبراير 1960 في المجر. حزبياً، نشط في يوبيك. انتخب عضو في البرلمان الأوروبي عن دائرة المجر ‏ لترشحه ضمن  قائمة يوبيك، وقد انضم خلال فترته النيابية (31 مايو 2010 – 30 يونيو 2014)  للكتلة البرلمانية غير مرتبطين وفي انتخابات البرلمان الأوروبي 2014، انتخب عضو في البرلمان الأوروبي عن دائرة المجر ‏ لترشحه ضمن  قائمة يوبيك، وقد انضم خلال فترته النيابية (1 يوليو 2014 – )  للكتلة البرلمانية غير مرتبطين.